# کریسمس خانه خواهم بود (فیلم ۱۹۹۸)
برای کریسمس خانه خواهم بود (انگلیسی: I'll Be Home for Christmas) فیلمی در ژانر کمدی است که در سال ۱۹۹۸ منتشر شد.

## بازیگران
- جاناتان تیلور توماس
- جسیکا بیل
- آدام لاورگنا
- گری کول
- ایو گوردون
- شان اوبراین